# Sergey Sharikov
Sergey Sharikov (en russe : Сергей Шариков), né le 18 juin 1974 à Moscou et mort le 6 juin 2015, est un escrimeur russe, spécialiste du sabre. Il remporte quatre médailles olympiques, dont deux en or.

## Palmarès
- Jeux olympiques
  -  Médaille d'or par équipes aux Jeux olympiques de 1996 à Atlanta
  -  Médaille d'or par équipes aux Jeux olympiques de 2000 à Sydney
  -  Médaille d'argent en individuel aux Jeux olympiques de 1996 à Atlanta
  -  Médaille de bronze par équipes aux Jeux olympiques de 2004 à Athènes

## Distinctions
- Récipiendaire de l'Ordre de l'Honneur
- Récipiendaire de l'Ordre de l'Amitié
- Récipiendaire de deuxième classe de l'Ordre du Mérite pour la Patrie